# تاي يون
تاي يون (هانغل: 태윤) هو لاعب كرة قدم كوري جنوبي في مركز حراسة المرمى، ولد في 14 فبراير 1992 في سول في كوريا الجنوبية. لعب مع United Sikkim FC ‏.